# Mehmed Emin Rauf Pascià
 Pascià Mehmed Emin Rauf (1780 – 1859) è stato un politico e industriale ottomano.
Fu Gran Visir dell'Impero Ottomano due volte sotto Mahmud II (regno 1808-1839) e tre volte sotto Abdülmecid I (regno 1839-1861) durante il periodo di riforma Tanzimat. Era una delle figure più importanti nel finanziamento della guerra di Crimea.
Secondo Shaw e Shaw, Mehmed Emin Rauf Pascià e il suo predecessore, Reshid Mehmed Pascià, "hanno agito principalmente come mediatori" per Mahmud II, "tentando di bilanciare interessi contrastanti mentre partecipavano alle attività delle fazioni e alle controversie endemiche nella vita del governo ottomano".